# Alseodaphne micrantha
Alseodaphne micrantha är en lagerväxtart som beskrevs av Kostermans. Alseodaphne micrantha ingår i släktet Alseodaphne och familjen lagerväxter. Inga underarter finns listade i Catalogue of Life.